# Bitwa pod Carabobo
Bitwa pod Carabobo – starcie zbrojne, które miało miejsce 24 czerwca 1821 r. w trakcie wojen niepodległościowych w Ameryce Łacińskiej (Wojna o niepodległość Wenezueli).
Po podpisaniu półrocznego zawieszenia broni pomiędzy generałem hiszpańskim P.Morillo a Simonem Bolivarem w styczniu 1821 r. doszło do buntu wojskowych i cywilów w miejscowości Maracaibo, sprzyjającej dotychczas Hiszpanom. Następca generała Morillo, generał Miguel de la Torre wznowił w odpowiedzi na to działania wojenne. 
Bolivar zgromadził około 6 300 ludzi łącząc swoje oddziały z korpusami generałów R. Urdanety oraz J.Paeza. W kwietniu 1821 r. siły Bolivara wyruszyły naprzeciwko pięciotysięcznej armii hiszpańskiej. Dnia 24 czerwca 1821 r. obie armie spotkały się w okolicy wioski Carabobo. Hiszpanie ulokowali się we wsi, mając po prawej flance pasmo górskie, po lewej zaś tereny podmokłe. W chwili gdy Bolivar uderzył z frontu, oddziały Paeza obeszły Hiszpanów z prawej flanki, zdobywając ich artylerię. Kawaleria hiszpańska (1 500 ludzi) co prawda rozbiła dwa bataliony Paeza w gwałtownej szarży, trzeci batalion jednak (1 000 żołnierzy) stawił gwałtowny opór, odpierając Hiszpanów. W wyniku niepowodzenia i znacznych strat na tyłach, Hiszpanie wycofali się do Puerto Cabello. 